# Storia delle ferrovie in Bielorussia

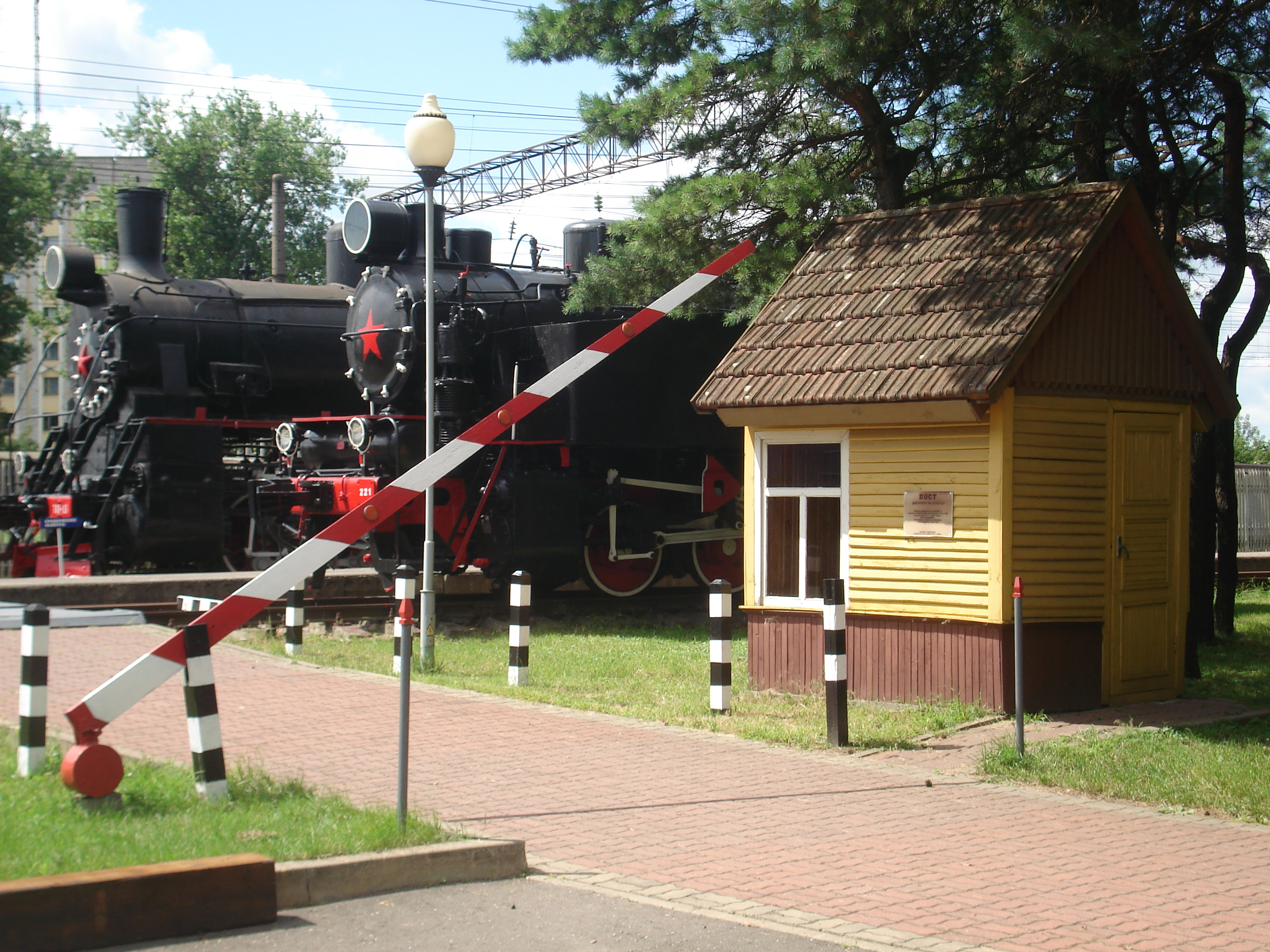
Una vista del Museo ferroviario di Baranavičy

La prima linea di attraversamento in Bielorussia  fu la San Pietroburgo – Varsavia, che iniziò ad operare nel tardo 1862. Questa sezione delle ferrovie russe comprendeva anche la stazione ferroviaria di Hrodna. Durante il 1860  fu costruita anche la linea Daugavpils - Polack che comprendeva una fermata a Vicebsk. La linea Varsavia-Brėst, inaugurata nel 1866, fu successivamente ampliata nel 1877.